# Mikojan-Gurevitj MiG-29

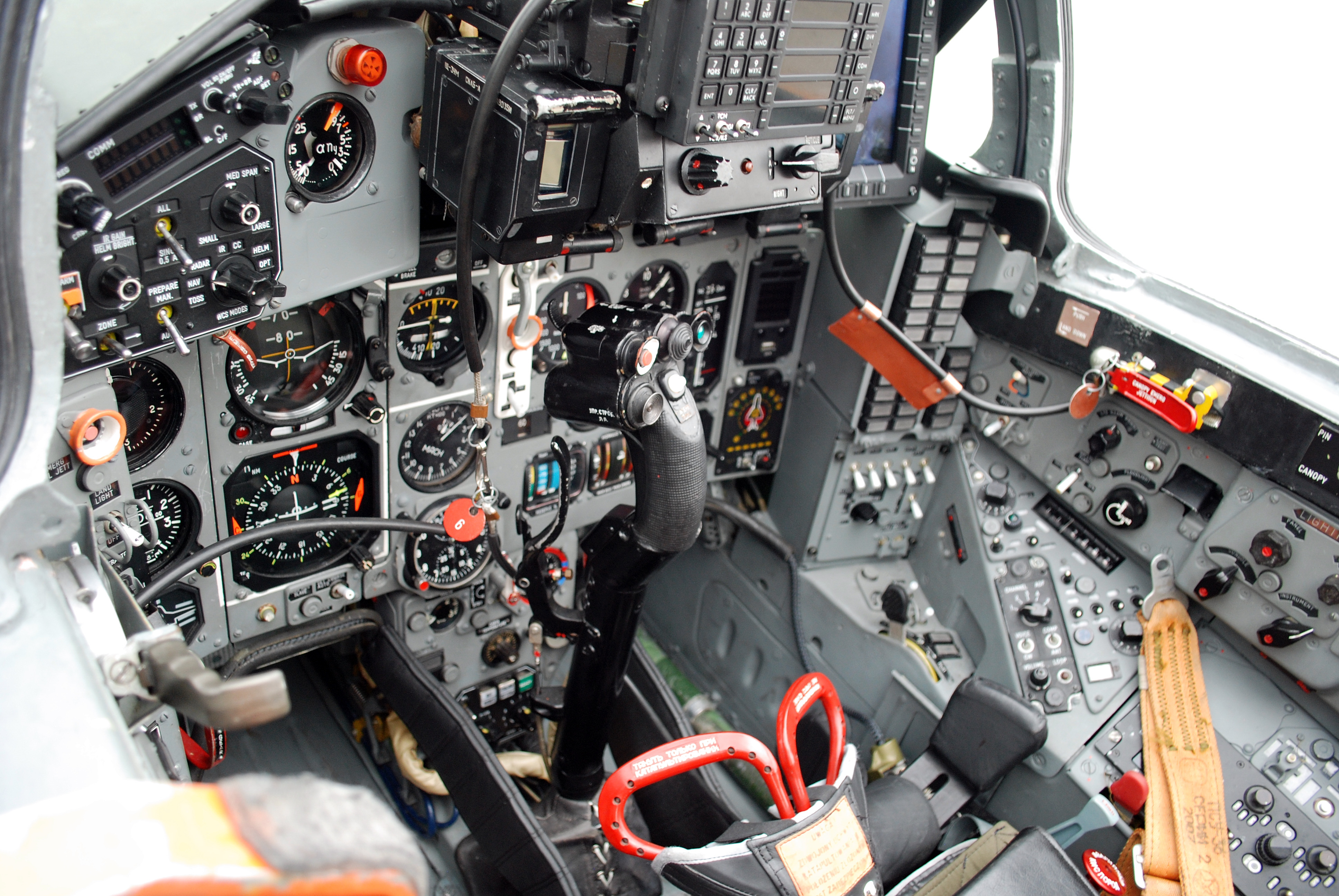
Cockpiten i en polsk MiG-29.

Mikojan-Gurevitj MiG-29, förkortat MiG-29, (ryska: Микоян Гуревич МиГ-29, МиГ-29. NATO-rapporteringsnamn: Fulcrum-A, ung. engelsk betydelse "stödpunkt för hävstång") är ett sovjetiskt (numera ryskt) jaktflygplan. Vid sin tillkomst var MiG-29 ett tredje generationens stridsflygplan, men uppgraderingar sedan dess har gjort att typen fortfarande är relativt aktuell och fortfarande (maj 2023) används runt om i världen. De senaste varianterna benämns vanligen vara av den 4:e eller 4½ generationen, i likhet med till exempel Eurofighter Typhoon, Dassault Rafale och JAS 39 Gripen. MiG-29 har rönt förhållandevis stor framgång på exportmarknaden.

## Historia
I slutet av 1960-talet började USA utveckla ett nytt jakt/attackplan FX, som senare namngavs till McDonnell Douglas F-15 Eagle.
Sovjetunionen tog detta nya hot på mycket stort allvar och snart stod det klart att inget av Sovjets dåvarande stridsflygplan kunde mäta sig med denna nya typ av plan.
Då beslutades att ett nytt stridsflygplan skulle utvecklas. Programmet fick namnet Perspektivnyj Frontovoj Istrebitel (ungefär "avancerat front-jaktplan"). Det nya planet skulle få mycket bra prestanda som jaktflyg, kunna bära tunga vapenlaster samt kunna nå hastigheter över Mach 2.
Utvecklingen av det nya planet började som ett samarbete mellan flygplanstillverkarna Mikojan och Suchoj. År 1971 hade dock de förväntade kostnaderna för det nya stridsflygplanet blivit alldeles för höga och beslutet blev att satsa på två olika plan istället - ett tungt och ett lättare taktiskt jaktplan. Det förstnämnda kom att utvecklas vidare till Su-27 och det sistnämnda till MiG-29. 
Den första flygningen med MiG-29 skedde i oktober 1977 och trots flera haverier under de första teståren togs de första planen i tjänst hos det sovjetiska flygvapnet år 1982.

## Export
MiG-29 har exporterats till 39 länder:
Nuvarande länder: Serbien, Ryssland, Armenien, Belarus, Bulgarien, Slovakien, Ukraina, Syrien, Indien, Iran, Irak, Polen, Ungern, Kuba, Rumänien, Myanmar, Turkmenistan, Uzbekistan, Kazakhstan, Nordkorea, Algeriet, Sudan, Eritrea, Iran, Jemen, USA, Tjeckien, Tyskland, Irak, Israel, Malaysia, Moldavien, Bangladesh, Azerbajdzjan och Peru.
Före detta länder: Jugoslavien/Serbien och Montenegro, Östtyskland, Sovjetunionen och Tjeckoslovakien.
Utöver detta finns MiG-29 i de flesta länder som tillhörde Sovjetblocket/Warsawapakten.

### Algeriet
I januari 2006 betällde Algeriet 34 stycken MiG-29 och 30 stycken uppgraderade flygplan till deras flotta. 12 stycken uppgraderade levererades under 2007, men accepterades inte av landet vilket ledde till att uppgraderingarna av flygplanen avbröts.

### Serbien
I oktober 2017 fick Serbien sex stycken MiG-29 från Ryssland. Landet fick ytterligare fyra stycken till från Belarus i april 2018.

### Bulgarien
I december 2019 tecknade Bulgarien ett avtal med Ryssland om motorunderhållet på 10 MiG-29 för 818 100 euro. Bulgarien har 19 MiG-29 varav 15 (12A + 3UB) planeras att användas till år 2029.

### Indien
I juni 2020 köpte Indien 21 stycken MiG-29 från Ryssland till Indiens flygvapen.
I juli 2020 tecknade Indien ett kontrakt på köp av 33 MiG-29 med större uppgraderingar för 2,4 miljarder dollar.
I oktober 2020 skrev tidningen ThePrint att Indien avsåg köpa 21 MiG-29 med de senaste uppgraderingarna, för att komplettera de nuvarande 54 (tre divisioner). Det angavs att målet är att utöka från dagens 30 till totalt 42 skvadroner av flera olika modeller, med delmål 36-37 skvadroner om cirka 10 år.

### Ryssland
I november 2020 angav tidningen Forbes att Ryssland har 98 aktiva MiG-29S, samt beställningar på ytterligare 50 MiG-29SMT.

### Ukraina
Den 17 april 2023 meddelade Slovakiens försvarsminister Jaroslav Nad att 13 stycken MiG-29 hade levererats till Ukrainas flygvapen från Slovakien som stöd till att Ukraina ska försvara sig mot Ryssland.

## Varianter
MiG-29
Den första serietillverkade varianten av flygplanet, som togs i tjänst 1982.
MiG-29B
Bantad exportvariant för länder utanför Warszawapakten. Saknade kapacitet att bära kärnvapen samt hade enklare radar och enklare övrig elektronik och avionik.
MiG-29UB
Tvåsitsig skolvariant som saknar radar och fast beväpning. Första flygningen ägde rum den 29 april 1981 och serieproduktionen startade 1985.
MiG-29S
Uppgraderad variant för tyngre vapenlast, längre räckvidd, förbättrat styrsystem, förbättrad elektronik och möjlighet att bära modernare robotar som R-77.
MiG-29SM
Förbättrad MiG-29S med nyare radar och elektronik samt möjlighet att bära attackrobotar och precisionsbomber.
MiG-29SMT
Ytterligare en uppgraderad variant. Stora förbättringar av cockpitmiljön, ny radar, nya motorer, större vapenlast, längre räckvidd med mera. Varianten används av bland annat Rysslands flygvapen idag, tillsammans med några äldre varianter som dock även de genomgår massiva uppgraderingar i väntan på introduktionen av multirollflygplanet Suchoj Su-57.
MiG-29G och -29GT
MiG-29 som det tyska flygvapnet erhöll från Östtyskland i samband med Tysklands återförening. Modifierade till NATO-standard. Vintern 2002 skänkte Tyskland 23 stycken av dessa flygplan till Polen, dock betalade Polen en symbolisk summa på 1 euro, detta för att den skulle betraktas som laglig. Dessa kom att baseras vid Malborks flygbas.
MiG-29M/MiG-33
Avancerat enhetsflygplan med omkonstruerad flygkropp och Fly-by-wire flygkontroller istället för ett hydrauliskt styrsystem.
MiG-29OVT
Avancerad prototyp med vektoriserad dragkraft, fly-by-wire med mera.
MiG-29K
Variant av MiG-29M för basering på hangarfartyg. Försedd med vikbara vingar, landningskrok och förstärkta landningsställ. Varianten började utvecklas under slutet av 1970-talet då Sovjetunionens flotta efterfrågade ett jaktplan med överljudskapacitet för kommande hangarfartyg i Admiral Kuznetsov-klassen. En första prototyp flög för första gången den 21 augusti 1982. Efter ett intensivt provprogram så valde man att basera utvecklingen av MiG-29K på den modernare MiG-29M som var under utveckling. Den första flygningen med MiG-29K skedde den 23 juli 1988 i Saky, under 1989–1991 genomfördes utprovning ombord på hangarfartyget Admiral Kuznetsov. Efter Sovjetunionens sammanbrott lades projektet på is, medan den ryska flottan valde att gå vidare med utvecklingen av den konkurrerande Suchoj Su-33. Mikojan-Gurevitj valde att fortsätta utvecklingen med egna medel. I samband med försäljningen av Admiral Gorsjkov av Kiev-klassen till Indiska flottan återupptogs utvecklingen i full skala och 2004 beställde Indien 12 stycken MiG-29K och 4 stycken MiG-29KUB tvåsitsiga jaktflygplan. I januari 2010 beställde Indien ytterligare 29 flygplan till Indiska flottan. Ryska flottan beställde 2009 24 stycken MiG-29K som ersättare för Suchoj Su-33, som börjar närma sig slutet av sin livslängd.
MiG-29KUB
Tvåsitsig marin variant.
MiG-35
Avancerad exportvariant baserad på teknik från till exempel MiG-29SMT och MiG-29OVT.

## Olyckor
- Vid en flyguppvisning i Paris i Frankrike 1989 störtade en MiG-29 efter att högra motorn gick sönder när planet låg på ca 150 meters höjd, vilket ledde till att planet flög rakt neråt. Piloten lyckades skjuta ut sig precis innan planet nådde marken. Ingen på marken omkom.[14]
- Den 24 juli 1993 kolliderade två stycken ryska MiG-29:or under en flyguppvisning i England. Båda piloterna hann skjuta ut sig och överlevde.[15]

- I oktober 2008 stoppade Ryssland tillfälligt allt flygande med MiG-29 efter att ett plan tappat en del av bakpartiet under en övning i östra Sibirien i Ryssland.[16]

## Bilder

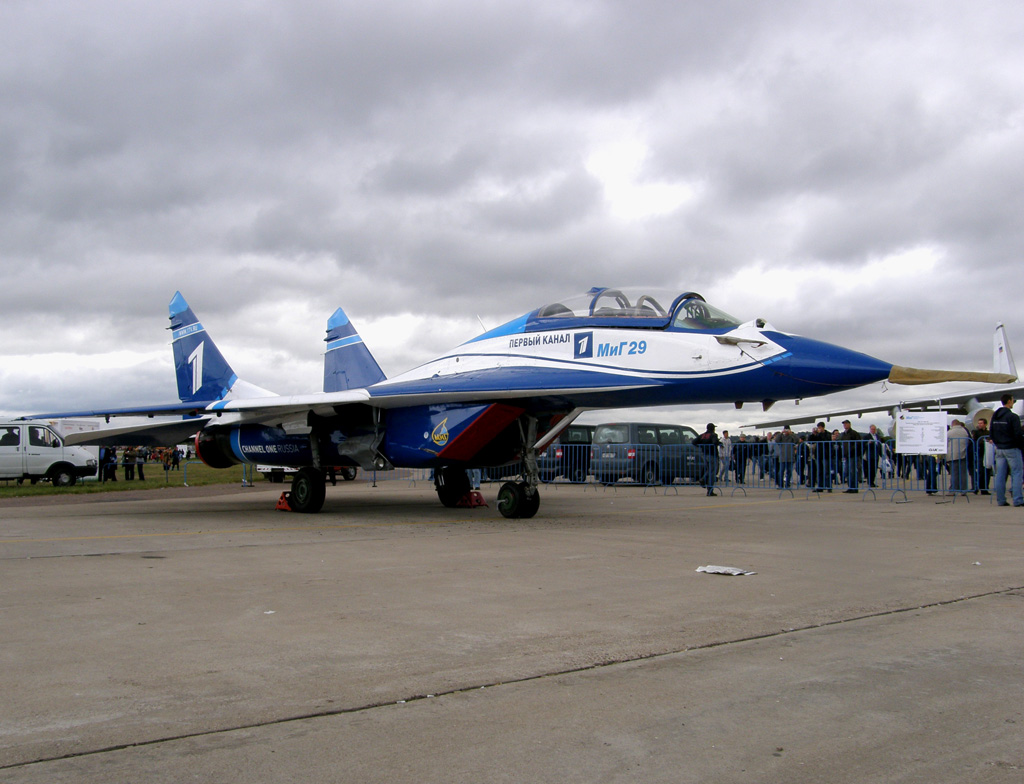
Rysk MiG-29UB.
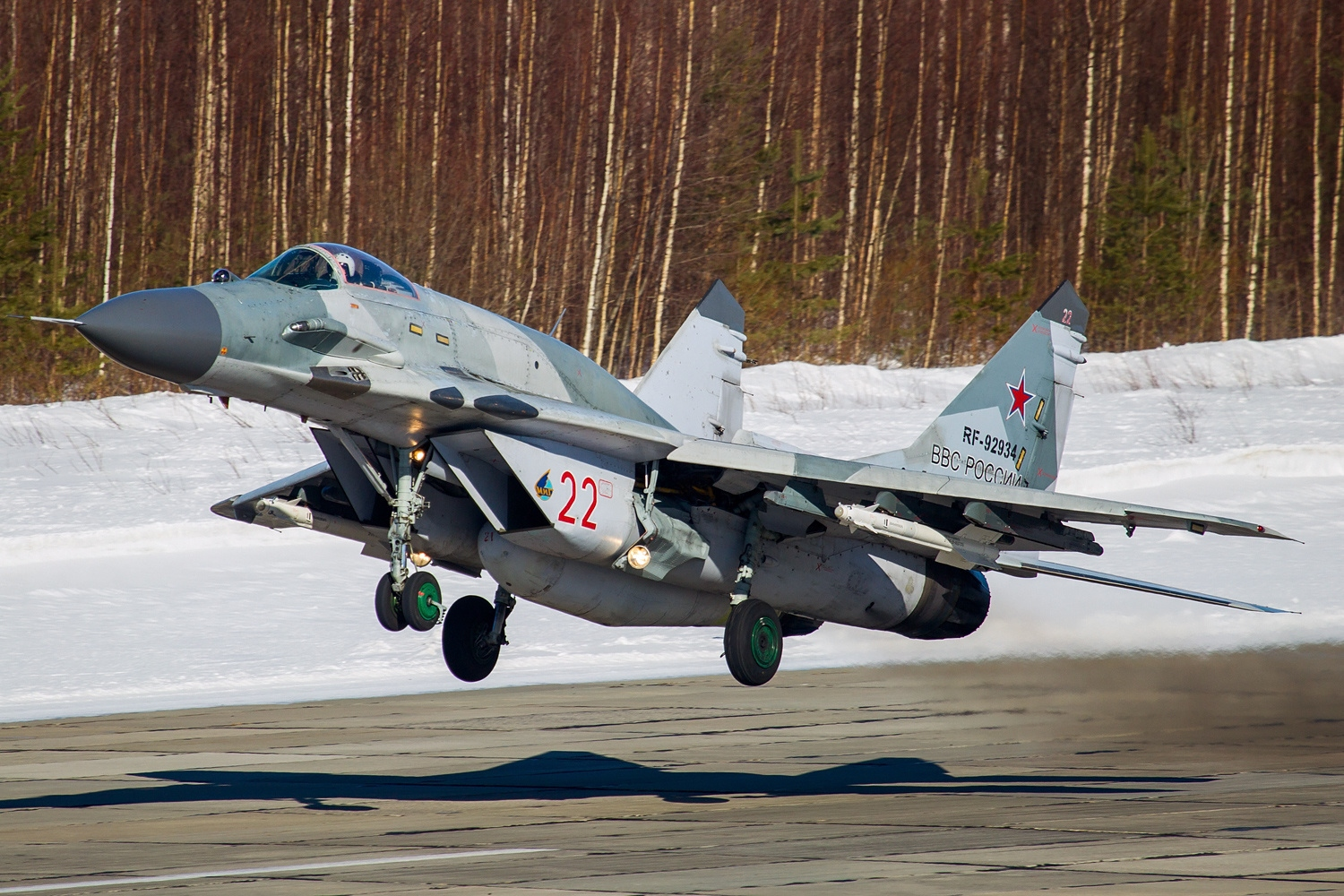
Rysk MiG-29SMT.
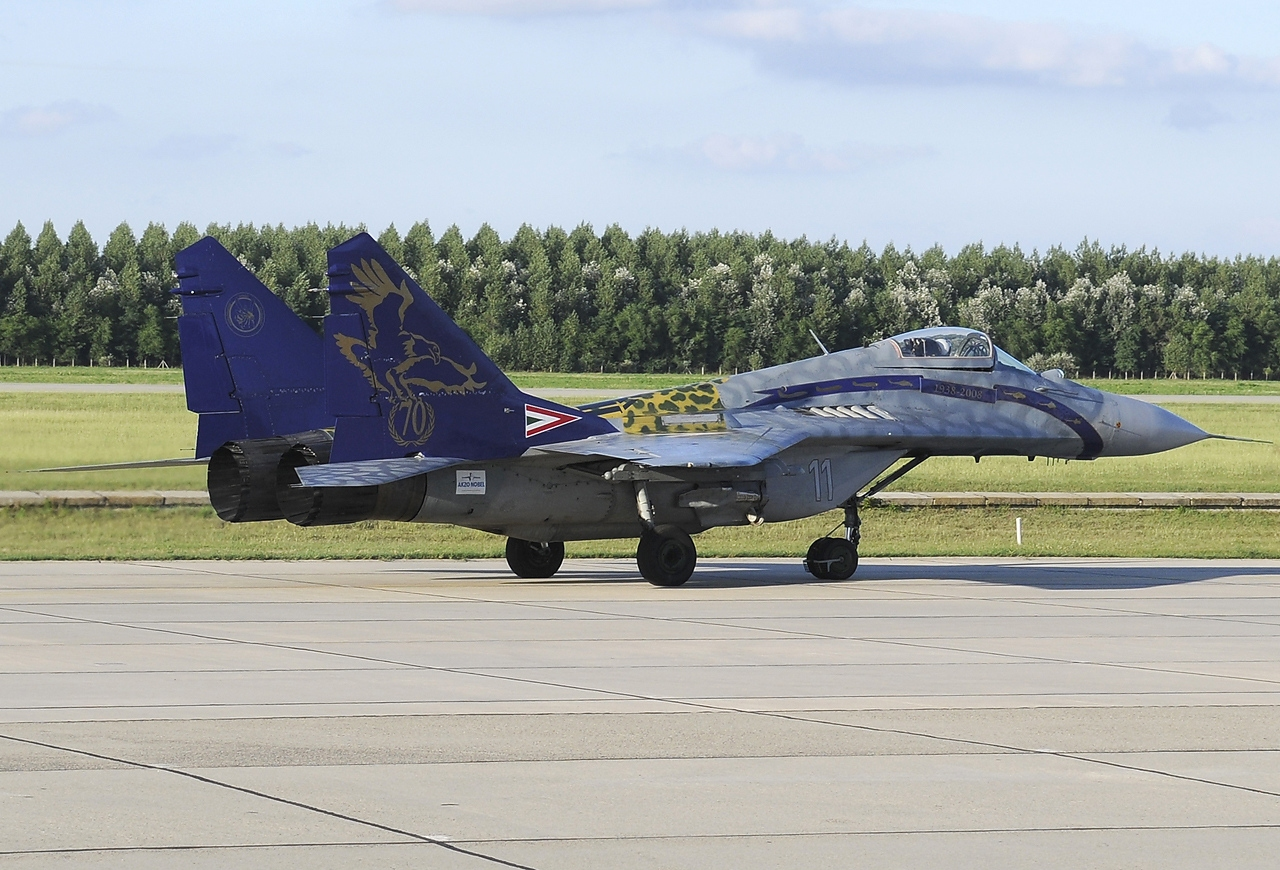
Ungersk MiG-29B.
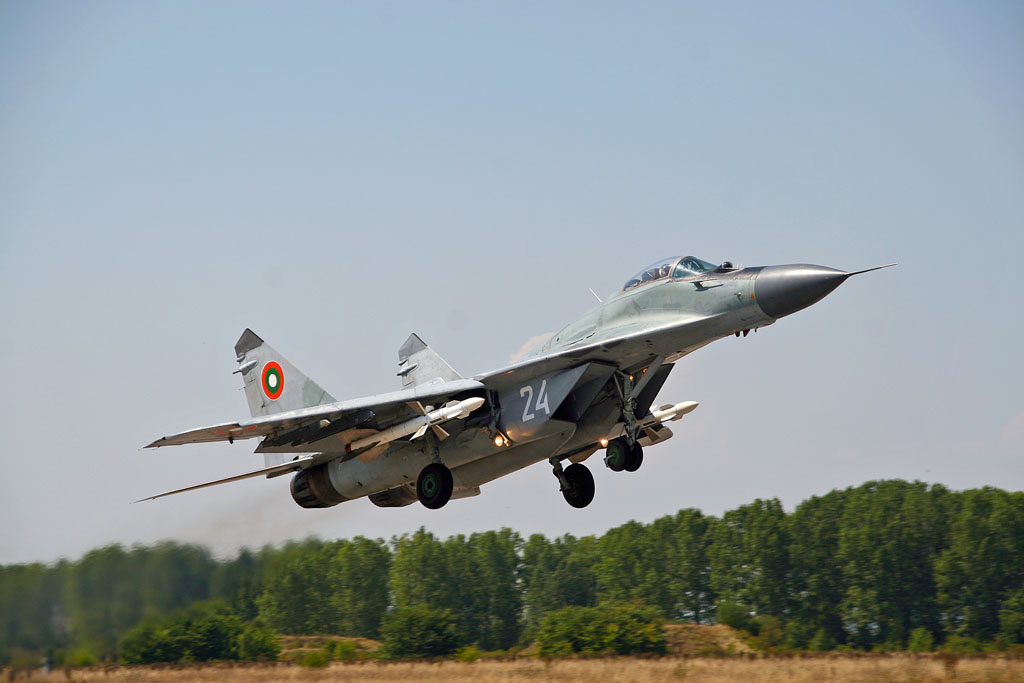
Bulgarisk MiG-29.
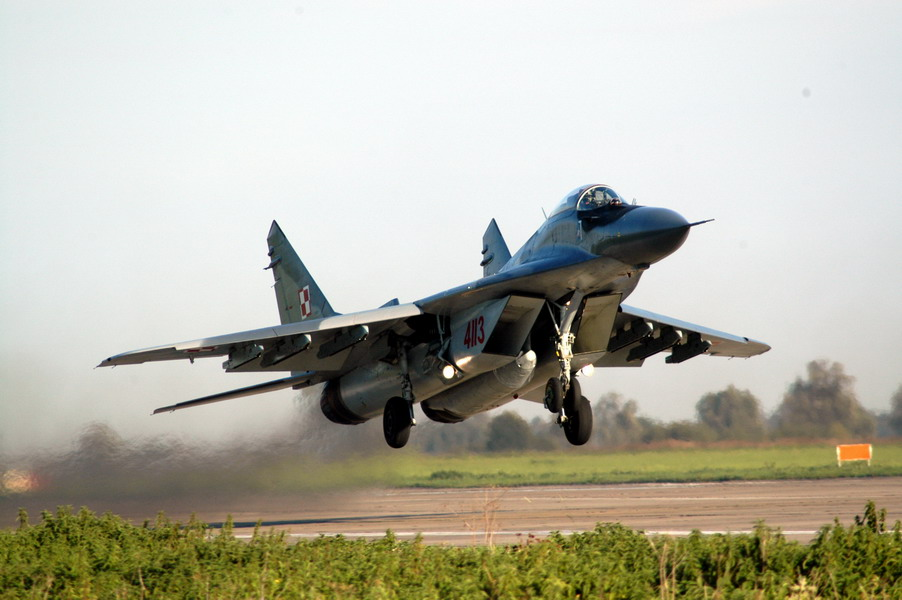
Polsk MiG-29.
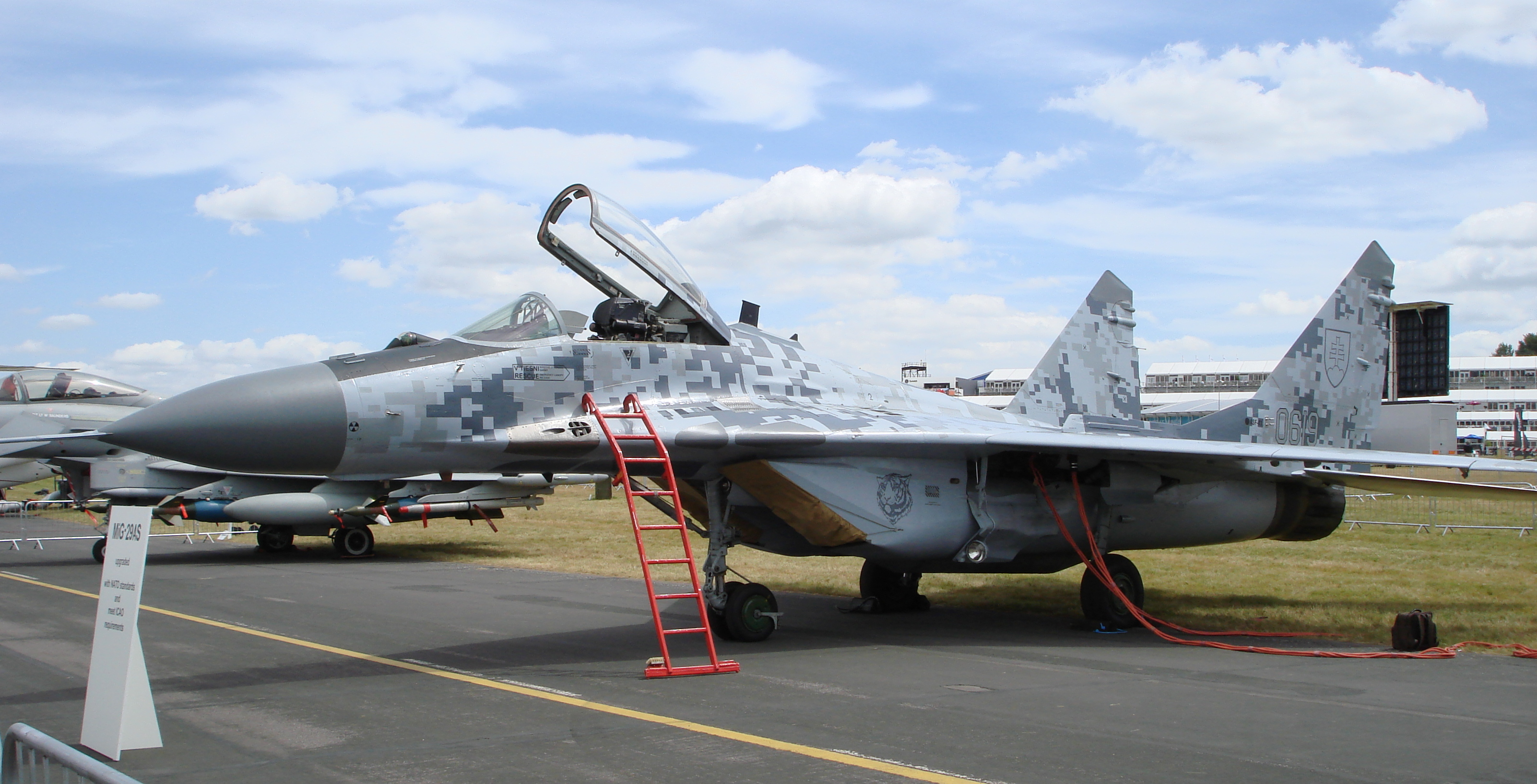
Slovakisk MiG-29AS.
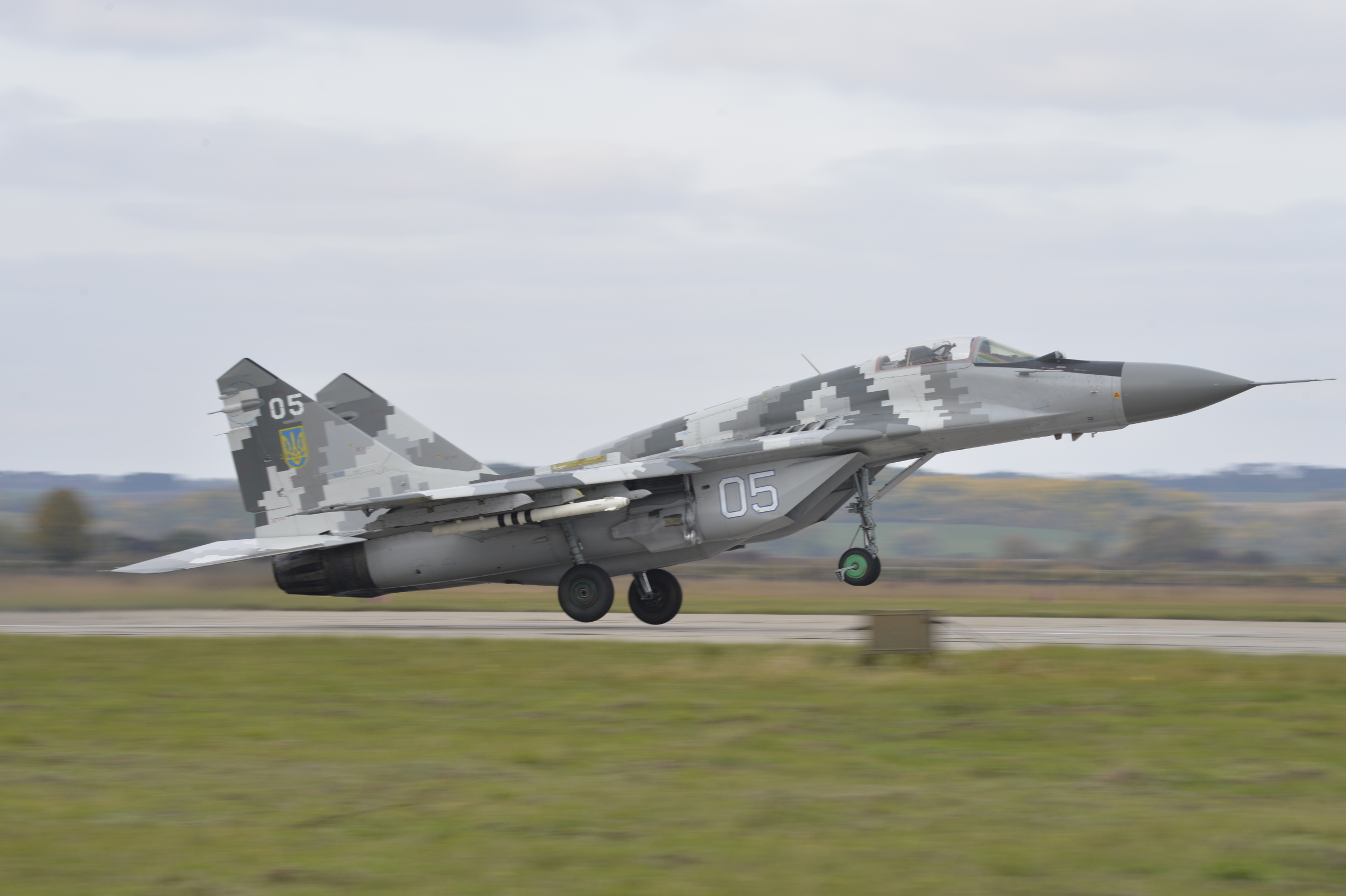
Ukrainsk MiG-29.
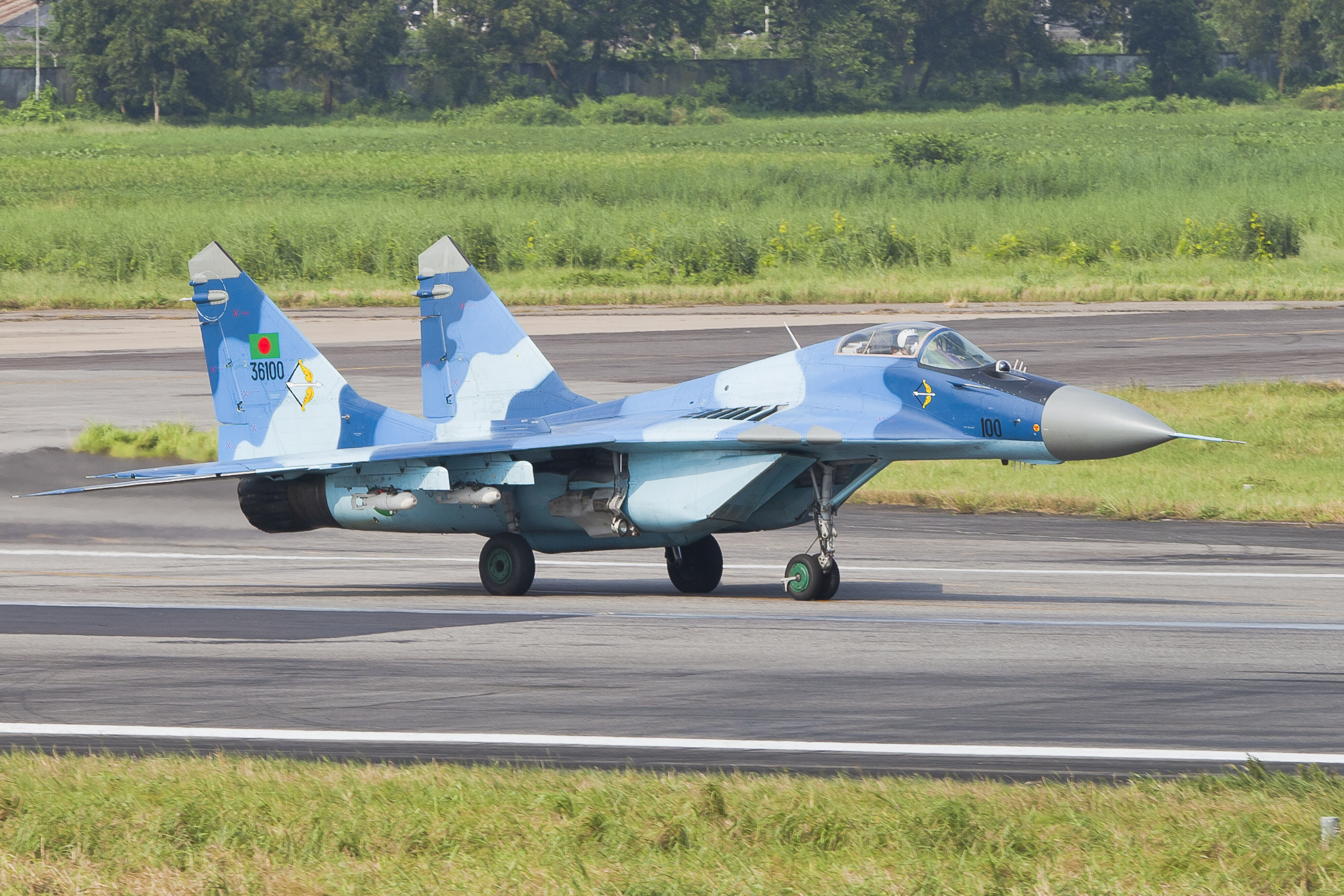
En MiG-29 från Bangladesh.
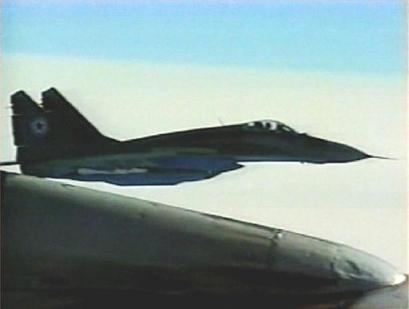
Nordkoreansk MiG-29.
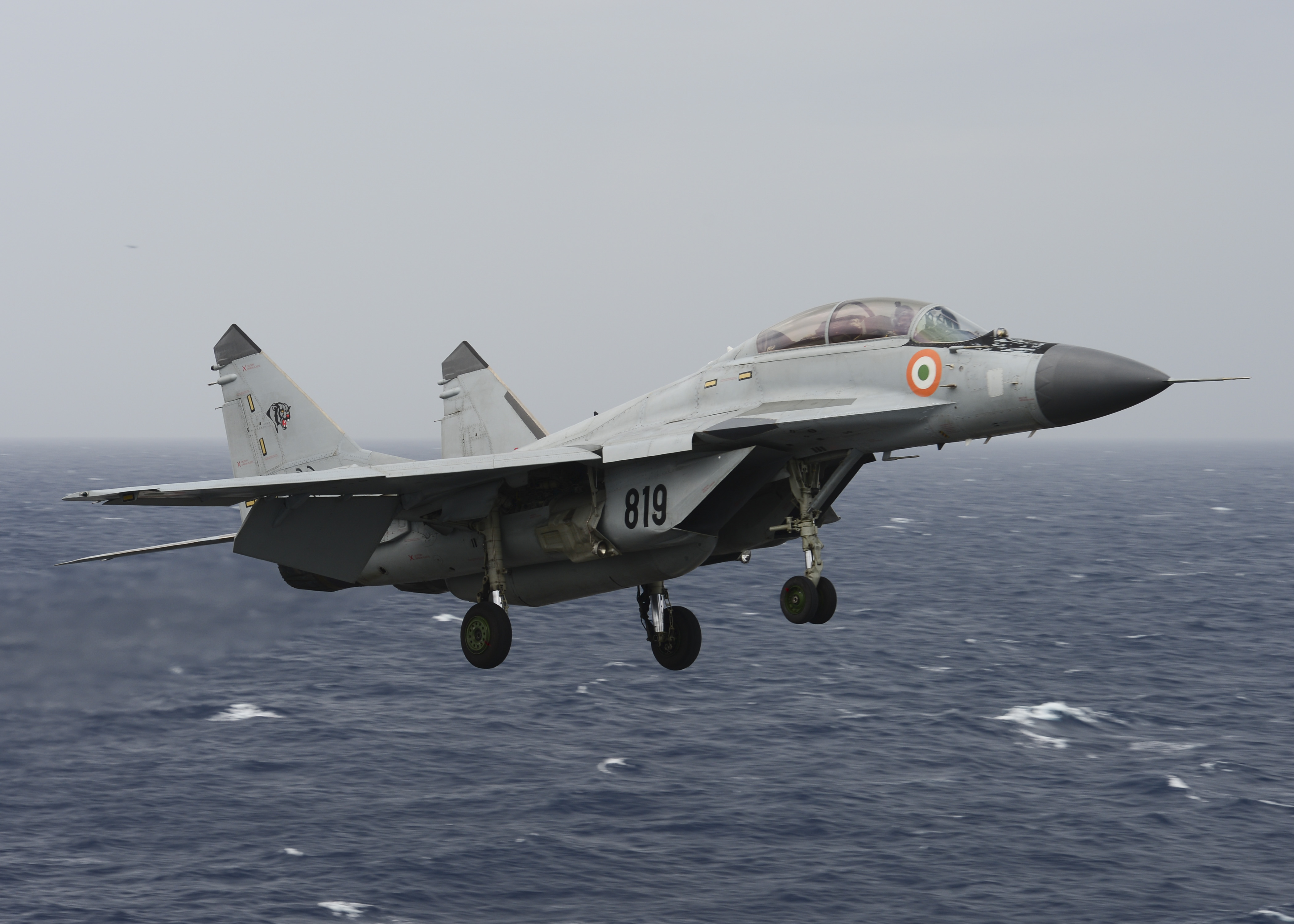
En indisk MiG-29K landar på det amerikanska hangarfartyget USS Nimitz.
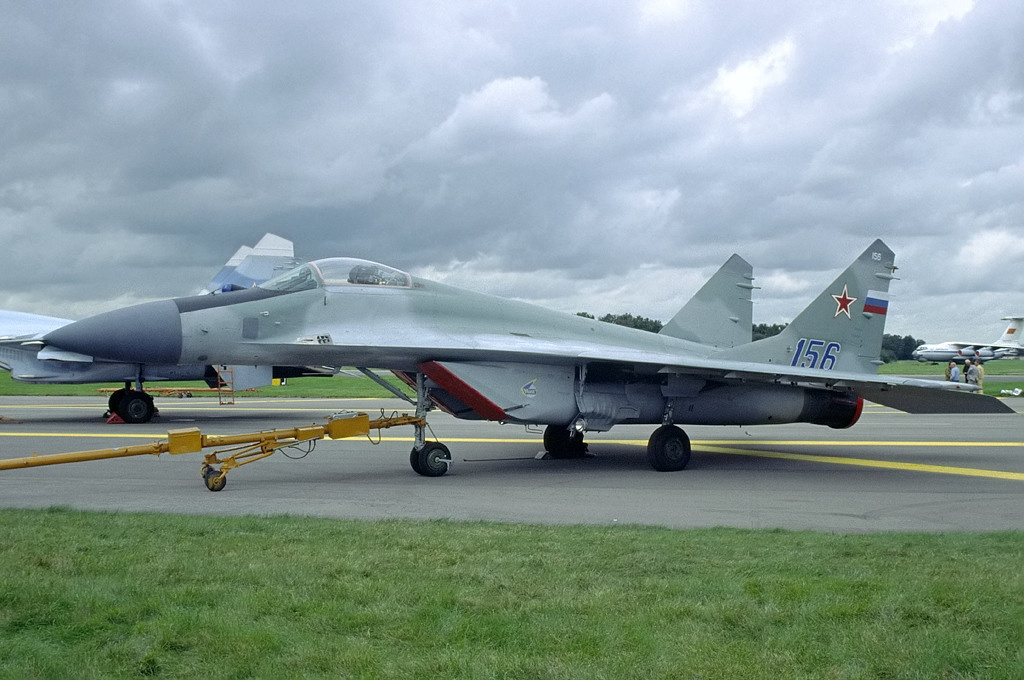
Rysk MiG-29M.
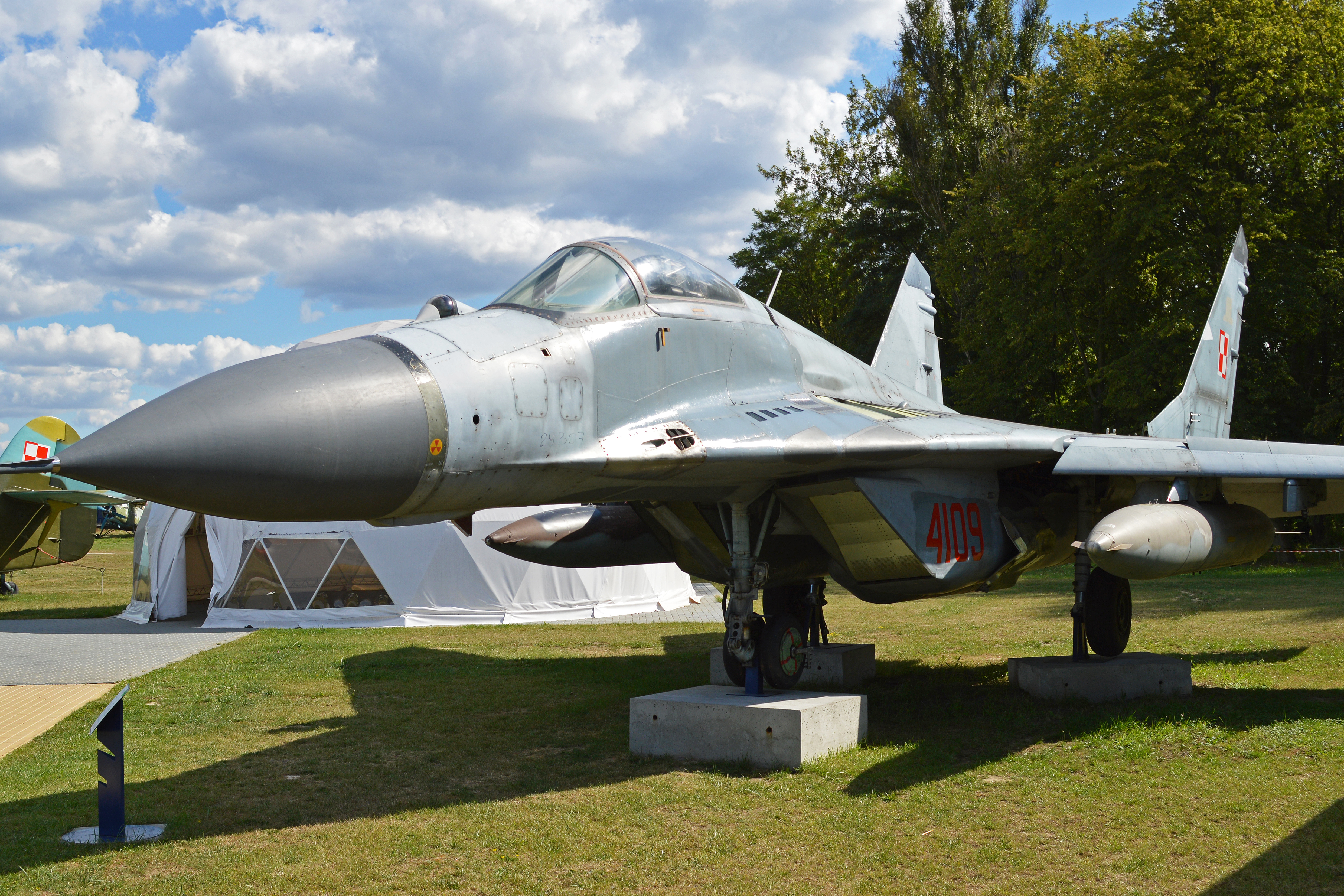
MiG-29G.
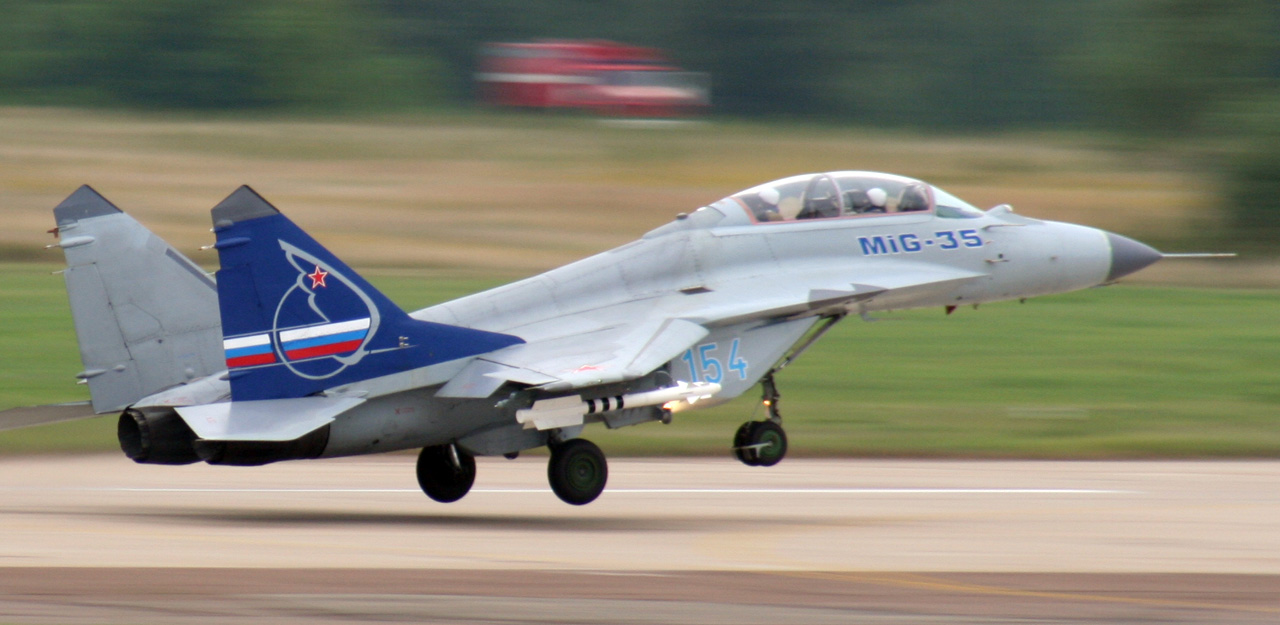
Rysk MiG-35D.
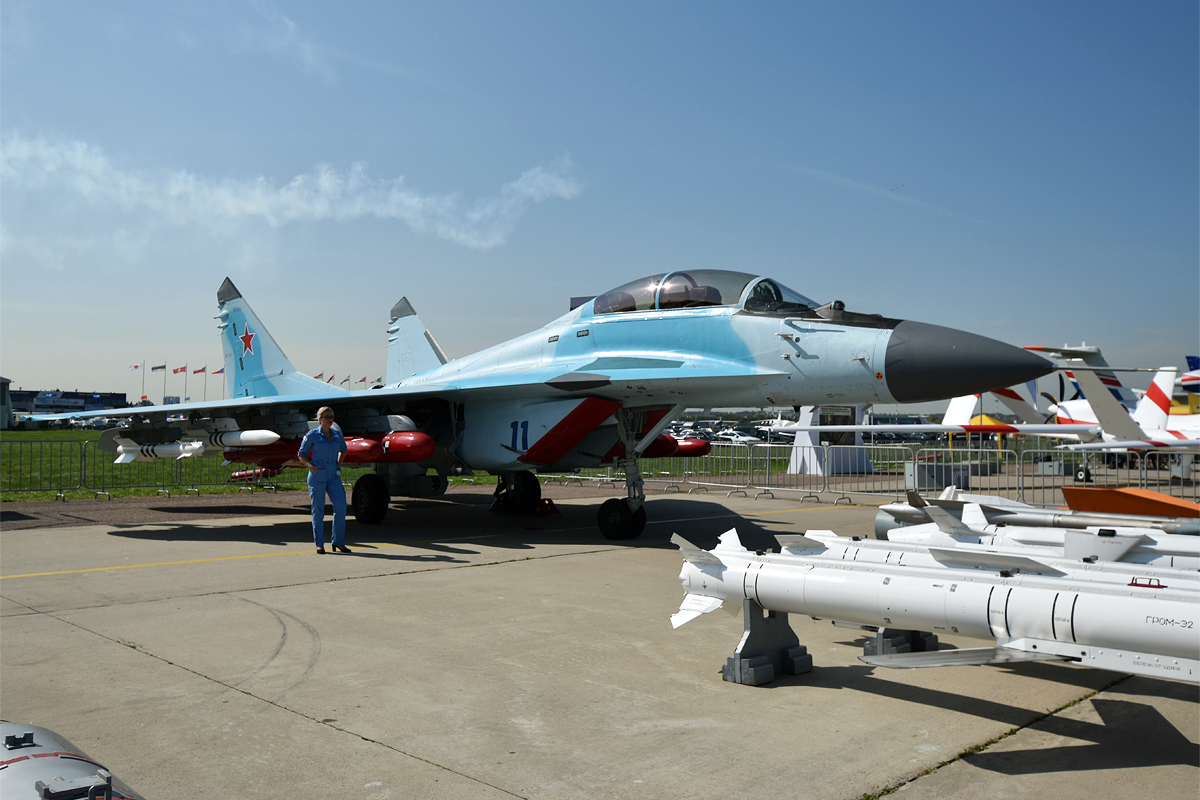
Rysk MiG-35UB.
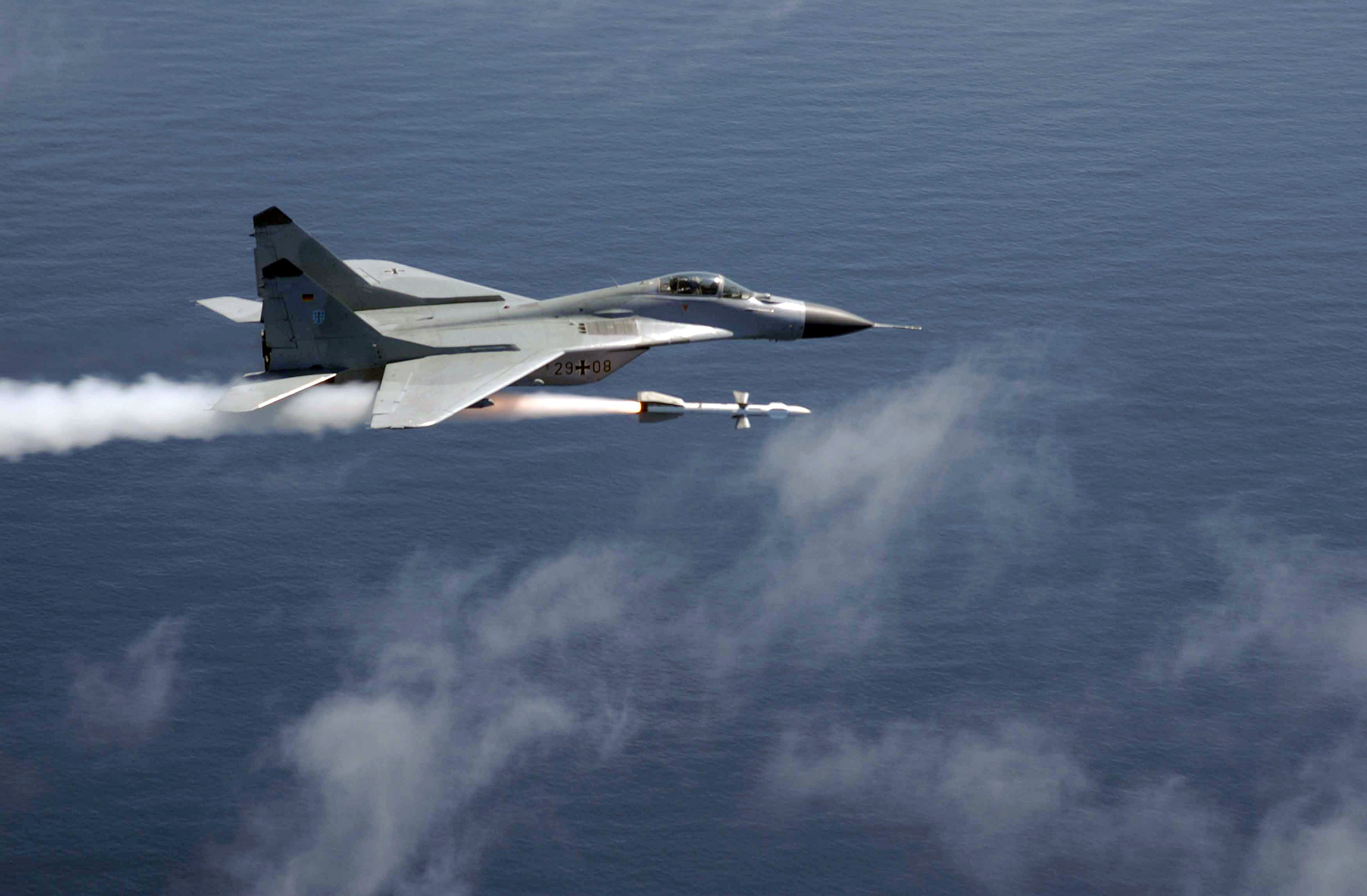
Tysk MiG-29 avfyrar en robot.
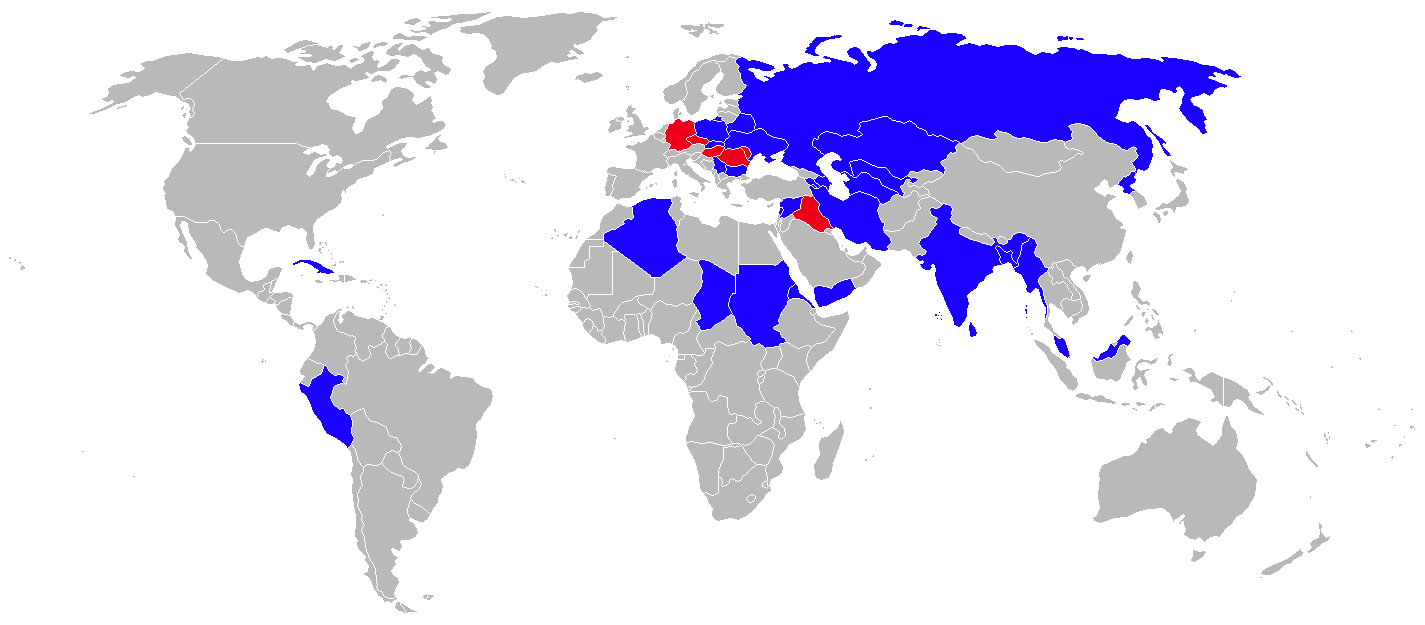
Karta över länder som använder eller har använt MiG-29. Före detta användare i rött och nuvarande i blått.